# Zdravko
Zdravko (kyrillisch: Здравко) ist ein südslawischer männlicher Vorname.

## Herkunft
Der Name kommt von dem südslawischen Wort zdrav (auf Deutsch "gesund, widerstandsfähig, stark").

## Bekannte Namensträger
- Zdravko Bregovac (1924–1998), jugoslawischer Architekt
- Zdravko Čolić (* 1951), serbischer Sänger und Produzent
- Zdravko Drinčić (* 1972), jugoslawischer Fußballspieler
- Zdravko Kuzmanović (* 1987), serbisch-schweizerischer Fußballspieler
- Zdravko Lazarow (* 1976), bulgarischer Fußballspieler
- Zdravko Lorković (1900–1998), jugoslawischer Insektenkundler
- Zdravko Marjanović (* 1941), serbischer Friedensaktivist
- Zdravko Miljak (* 1950), kroatischer Handballspieler
- Zdravko Rajkov (1927–2006), jugoslawischer Fußballspieler und -trainer
- Zdravko Tolimir (1948–2016), Offizier der Armee der bosnischen Serben
- Zdravko Uskoković (* 1950), montenegrinischer Ingenieurwissenschaftler
- Zdravko Zovko (* 1955), kroatischer Handballspieler und -trainer